# Дончев, Нено
Нено Иванов Дончев (болг. Нено Дончев; 17 марта 1929, Попово, Третье Болгарское царство — 17 декабря 1991, Шумен) — болгарский учёный-фитопатолог, агроном
, профессор, доктор наук. Лауреат Димитровской премии (1978).

## Биография
В 1953 году окончил Сельскохозяйственную академию в Софии. Три года работал агрономом в Попово и Добриче.
С 1956 года — научный сотрудник Добруджанского земледельческого института в г. Генерал-Тошево. С 1971 года — старший научный сотрудник. В 1986 году защитил докторскую диссертацию. Получил учёное звание доцента.
С 1976 по 1981 работал советником министра сельского хозяйства в Мозамбике и директор Института селекции растений в Мапуту. С 1982 года возглавлял группу временного международного иммунитета в Совете экономической взаимопомощи.

## Научная деятельность
Занимался исследованиями и изучением иммунитета пшеницы к болезням. Под его руководством были освоены методы изучения устойчивости зерновых сортов и селекционного материала к бурой ржавчине пшеницы и мучнистой росе. Заложил основы исследований по возрастной устойчивости пшеницы. Создал ассортимент болгарских и ввезенных сортов пшеницы с высокой генетической устойчивостью.
Автор и соавтор 13 сортов экономически важной для страны озимой мягкой пшеницы с высокой устойчивостью к болезням.
Автор и соавтор более 100 научных и научно-популярных статей, технологий и монографий. Был научным руководителем 7 докторов наук.
За высокие достижения в работе в 1978 году был удостоен государственной Димитровской премии.
Погиб в автомобильной катастрофе 17 декабря 1991 года.